# Ernst Rosenfeld
Ernst Heinrich Rosenfeld (* 14. August 1869 in Gumbinnen; † 12. Mai 1952 in Münster) war ein deutscher Jurist.

## Leben

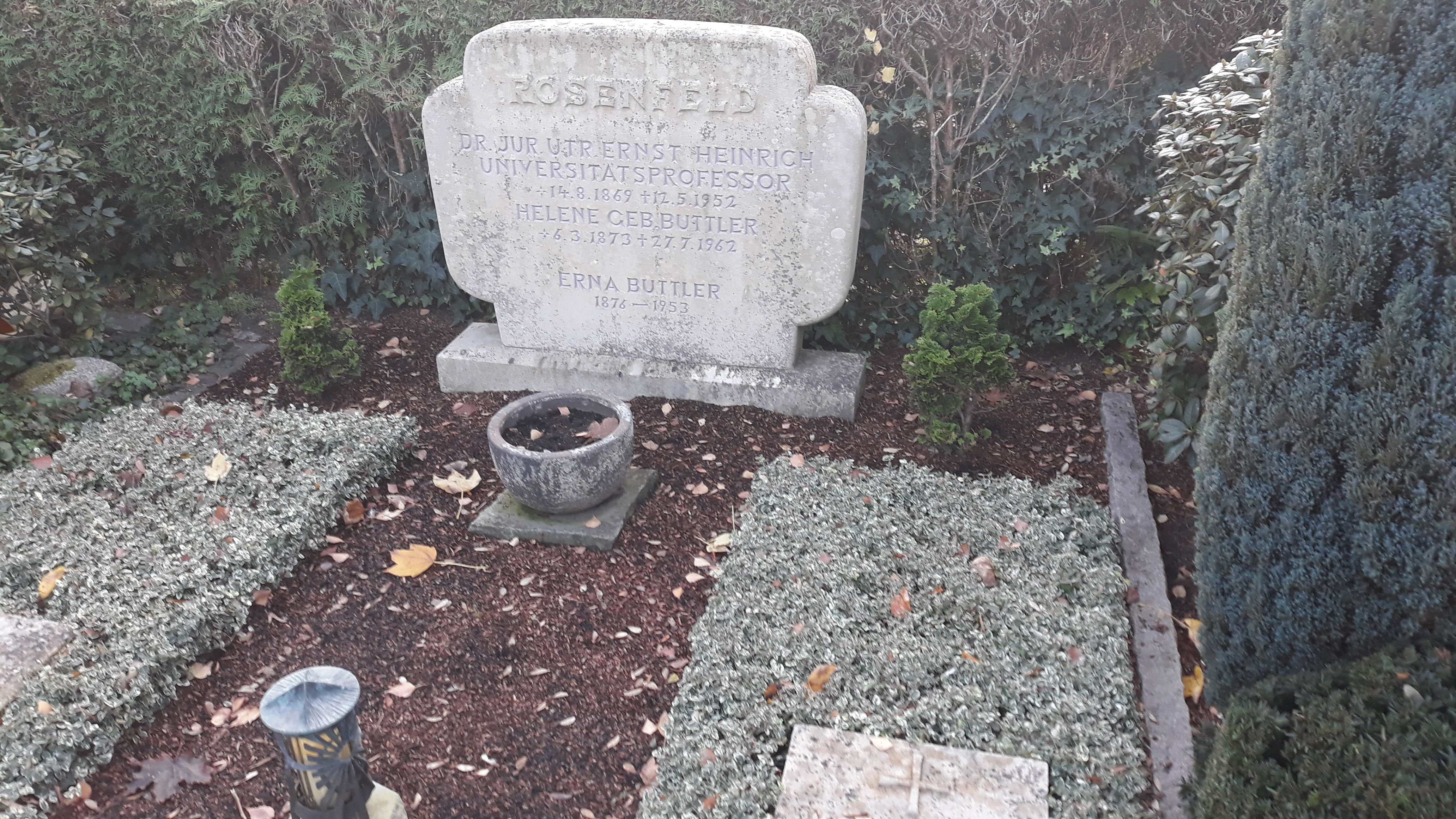
Das Grab von Ernst Rosenfeld und seiner Ehefrau Helene geborene Buttler im Familiengrab auf dem Zentralfriedhof Münster

Rosenfeld war der Sohn eines Postdirektors. Er besuchte die Gymnasien in Breslau, Hirschberg/Schlesien, Memel und Marburg. Von 1887 bis 1890 studierte er Jura in Marburg, 1890 wurde er promoviert. Von 1890 bis 1894 war er als Referendar in Kirchhain, Marburg und Halle (Saale). In Halle war er zugleich wissenschaftlicher Assistent und verwaltete die Bibliothek des juristischen Seminars. Von 1895 bis 1896 war er Gerichtsassessor in Halle, 1896 wurde er habilitiert. Die folgenden Jahre bis 1900 amtierte er als Richter am Amts- bzw. Landgericht Halle. 1900 wurde er beamteter außerordentlicher Professor des Strafrechts und des Strafprozesses in Königsberg.
Schon 1902 ging er aber nach Münster, zunächst als persönlicher Ordinarius, ab 1909 dann als etatmäßiger Ordinarius des Strafrechts, des Straf- und Zivilprozesses sowie des Kirchenrechts. Daneben leitete er das Seminar für Jugendrecht, das er selbst gegründet hatte. 1922/23 war er Rektor der Universität, im Folgejahr Prorektor.
Von 1917 bis 1918 gehörte er der reaktionären Deutschen Vaterlandspartei an und saß im Vorstand der Ortsgruppe Münster. 1926 trat er in die Deutsche Volkspartei ein, 1930 wechselte er in den Evangelischen Volksdienst. Von 1926 bis 1930 war er Stadtrat in Münster, von 1930 bis 1933 war er Magistratsmitglied als unbesoldeter Stadtrat. 1934 trat er dem Bund nationalsozialistischer Deutscher Juristen bzw. dem NS-Rechtswahrerbund bei.

## Schriften (Auswahl)
- Die Bestrebungen zur Einführung der bedingten Verurteilung insbesondere in Österreich und Deutschland. Pätz'sche Buchdr., Naumburg a/S. 1890 (Marburg, Univ., Diss., 1890).
- Welche Strafmittel können an die Stelle der kurzzeitigen Freiheitsstrafe gesetzt werden? Von der Marburger Juristischen Fakultät gekrönte Preisschrift. (= Abhandlungen des Kriminalistischen Seminars. 2,2). Guttentag, Berlin 1890.
- Die Tötungen: Grundzüge einer rechtsvergleichenden Darstellung. (= Die Strafgesetzgebung der Gegenwart: in rechtsvergleichender Darstellung. 4,1). Liebmann, Berlin 1891.
- Die Nebenklage des Reichsstrafprozesses: Ein Beitrag zur Lehre von den Rechten des Verletzten im Strafverfahren. Guttentag, Berlin 1900.
- Der Reichs-Strafprozeß. (= Lehrbücher des deutschen Reichsrechtes. 2). Guttentag, Berlin 1901.
- Zwei Hundert Jahre Fürsorge der Preußischen Staatsregierung für die entlassenen Gefangenen. Guttentag, Berlin 1905.
- Der Krieg und das Privateigentum: Vortrag, gehalten am 20. Januar 1915. (= Kriegsvorträge der Universität Münster. 13). Borgmeyer, Münster 1915.
- Deutsches Strafprozeßrecht.
  - Bd. 1: Gegenstand und Personen des Strafprozesses. (= Sammlung Göschen. 938). de Gruyter, Berlin 1926.
  - Bd. 2: Der Strafprozess als Handlungskomplex. (= Sammlung Göschen. 939). de Gruyter, Berlin 1926.
- Die Verhütung unwerten Lebens und die Rechtsordnung. In: Bremer Beiträge zur Naturwissenschaft. 1933.